# Interconnettore Grecia-Italia
L'Interconnettore Grecia-Italia, noto comunemente come IGI, è un progetto per la costruzione di un gasdotto per il trasporto di gas naturale proveniente dalla zona del Mar Caspio, del Caucaso e del Medio Oriente verso l'Italia, passando per la Turchia e la Grecia. Rientra nel quadro del più ampio Interconnettore Turchia-Grecia-Italia (ITGI) .

## Storia
Il progetto è nato ufficialmente nel novembre del 2005 quando Italia e Grecia hanno firmato un accordo intergovernativo che sanciva l'interesse di entrambi i Paesi nel collegare le proprie reti di trasmissione del gas. Lo studio di fattibilità, svolto grazie al finanziamento dell'Unione europea è stato concluso alla fine del 2006. Il 27 luglio 2007 i ministri dello sviluppo economico italiano, Pier Luigi Bersani, e greco, Dimitris Sioufas, hanno firmato con il ministro dell'energia turco, Hilmi Güler, un accordo trilaterale per la costruzione di un sistema integrato di gasdotti capace di trasportare il gas dell'enclave del Caspio verso l'Italia . Conseguentemente, l'11 giugno del 2008 è stata costituita ad Atene la società IGI Poseidon SA con lo scopo di sviluppare, costruire ed operare il gasdotto che collegherà le reti di trasmissione del gas greca e italiana .

## Soci e investimento
La società italiana Edison e quella greca DEPA detengono ciascuna il 50% degli interessi del progetto IGI e della società Poseidon SA. La sezione offshore costerà 500 milioni di euro circa, mentre quella su territorio greco circa 600 milioni di euro.

## Percorso e caratteristiche tecniche
La lunghezza complessiva dell'interconnessione sarà di 800 km circa, di cui 590 km in territorio greco fra Komotini e la costa della Thesprotia, e 210 km offshore sul fondo del mar Ionio, fino al porto di Otranto. Il tratto su terra sarà di 36" mentre quello sottomarino sarà da 32". 

## Capacità
Il gasdotto convoglierà circa 8 miliardi di metri cubi di gas all'anno sul mercato italiano. In virtù di un decreto del Ministero italiano dello sviluppo economico (decreto 21 luglio 2007) Edison potrà avvalersi dell'80% della capacità del gasdotto mentre il restante 20% sarà in quota DEPA. Dopo l'entrata in funzione, prevista per il 2013, la capacità sarà progressivamente accresciuta di almeno 1 miliardo di metri cubi/anno e sarà allocata tramite procedura open season .

## Finanziamento europeo
L'IGI fa parte dei progetti infrastrutturali in campo energetico ritenuti prioritari dall'Unione Europea, essendo inserito nel cosiddetto Corridoio Sud di approvvigionamento del gas naturale. Ha già ricevuto dei finanziamenti nel quadro del programma Reti Trans-Europee dell'Energia e riceverà altri 100 milioni di euro nel quadro del "Programma di sostegno alla ripresa economica tramite la concessione di un sostegno finanziario comunitario a favore di progetti nel settore dell'energia", conosciuto con l'acronimo inglese di EEPR (European Energy Programme for Recovery).

## Altri gasdotti del Mar Mediterraneo
- Greenstream
- Transmed
- Galsi
- Gasdotto Trans-Adriatico